# Scopula albofasciata
Scopula albofasciata là một loài bướm đêm trong họ Geometridae.